# Teufelsstein (Sennewitz)
Der Teufelsstein ist ein Menhir in Sennewitz, einem Ortsteil von Petersberg (Saalekreis) in Sachsen-Anhalt. Er befindet sich mitten im Ort, unmittelbar neben der östlichen Friedhofsmauer.

## Beschreibung
Der Stein steht nicht mehr aufrecht und weist auf seiner heutigen Oberseite zwei Vertiefungen auf. Über die Gesteinsart und die Ausmaße liegen keine Angaben vor.

## Der Teufelsstein in regionalen Sagen
Der Stein in Sennewitz ist einer von mehreren Steinen rund um den Petersberg – darunter auch der Franzosenstein von Seeben und der Teufelsstein von Piltitz – um die sich eine gemeinsame Sage dreht. Demnach habe der Teufel die Steine vom Berg aus nach verschiedenen Kirchen geworfen, diese aber verfehlt. In Sennewitz soll ein noch heute sichtbarer Riss im Mauerwerk der Kirche hiervon zeugen. Vertiefungen in den Teufelssteinen wurden als Fingerabdrücke des Teufels angesehen, so auch die beiden Vertiefungen im Sennewitzer Stein.